# Satoshi
Satoshi (jap. さとし, サトシ) – męskie imię japońskie.

## Znane osoby
- Satoshi Furukawa (聡), japoński astronauta, lekarz
- Satoshi Hino (聡), japoński seiyū
- Satoshi Ishii (慧), japoński judoka
- Satoshi Iwabuchi (聡), japoński tenisista
- Satoshi Kamiya (哲史), jeden ze światowych mistrzów origami
- Satoshi Kon (敏), japoński reżyser anime
- Satoshi Motoyama (哲), japoński kierowca wyścigowy
- Satoshi Ōno (智), członek japońskiego zespołu Arashi należącego do Johnny & Associates
- Satoshi Ōmura (智), japoński biochemik
- Satoshi Tajiri (智), japoński projektant gier, twórca serii gier Pokémon
- Satoshi Tsunami (敏史), były japoński piłkarz
- Satoshi Yamaguchi (悟), japoński piłkarz

## Fikcyjne postacie
- Satoshi (サトシ) / Ash Ketchum, główny bohater serii Pokémon
- Satoshi Hiwatari (怜), bohater mangi anime D.N.Angel
- Satoshi Hōjō (悟史), bohater serii Higurashi no naku koro ni